# Palastún Uno San Isidro
Palastún Uno San Isidro är en ort i Mexiko.   Den ligger i kommunen Catazajá och delstaten Chiapas, i den sydöstra delen av landet, 800 km öster om huvudstaden Mexico City. Palastún Uno San Isidro ligger 27 meter över havet och antalet invånare är 287.
Terrängen runt Palastún Uno San Isidro är platt, och sluttar norrut. Runt Palastún Uno San Isidro är det ganska glesbefolkat, med 34 invånare per kvadratkilometer. Närmaste större samhälle är Palenque, 19,4 km söder om Palastún Uno San Isidro. Omgivningarna runt Palastún Uno San Isidro är en mosaik av jordbruksmark och naturlig växtlighet.